# 최종윤 (정치인)
최종윤(崔種允, 1966년 2월 27일~)은 대한민국의 정치인으로, 제21대 국회의원이다. 경기도 하남 출생이다. 국회의원 비서실 보좌관, 서울특별시청 공무원 출신으로 서울특별시장 비서실 정무수석비서관 등을 지냈다.

## 학력
- 고등학교 졸업 학력 검정고시 합격
- 1983~1996: 고려대학교 문과대학 노어노문학 학사

## 경력
- 제1기 전국대학생대표자협의회 사무국장
- 서울특별시청 정무부시장실 비서관
- 제16대 국회 신계륜 의원실 보좌관
- 제17대 국회 신계륜 의원실 보좌관
- 민주당 중앙위원
- 제19대 국회 신계륜 의원실 보좌관
- 2012.10~2012.12: 제18대 대통령 선거 민주통합당 문재인 대통령 후보 정무특별보좌관
- 단국대학교 겸임교수
- 2016.06~2017.03: 서울특별시청 정무수석비서관
- 2017.04~2017.05: 제19대 대통령 선거 더불어민주당 문재인 대통령 후보 정무특별보좌관
- 2017.10~2019.12: 더불어민주당 경기도당 하남시 지역위원회 위원장
- 제36회 한일 국가대항 배드민턴 경기대회 한국선수단 단장
- 더불어민주당 정책위원회 부의장
- 2020년 4월 15일: 대한민국 제21대 국회의원 선거 당선(경기 하남시, 더불어민주당, 초선)
- 2020.05~2024.05: 더불어민주당 경기도당 하남시 지역위원회 위원장
- 2020.09~2025.02: 더불어민주당 사회복지특별위원회 위원장
- 2020.11~: 민주주의 4.0 연구원 이사
- 2023.05~2023.09: 더불어민주당 원내부대표

### 의정 활동
- 2020.05~2024.05: 제21대 국회의원(경기 하남시, 더불어민주당, 초선)
  - 2020.06~2022.05: 제21대 국회 전반기 보건복지위원회 위원
  - 2020.06~2021.05: 제21대 국회 전반기 예산결산특별위원회 위원
  - 2022.07~2023.06: 제21대 국회 후반기 보건복지위원회 위원
  - 2023.02~2024.05: 제21대 국회 인구위기 특별위원회 간사
  - 2023.06~2024.05: 제21대 국회 후반기 정무위원회 위원

## 논란

### 성범죄 연루 박원순에 대한 추모글 게시
성범죄에 연루되어 자살한 前 서울시장 박원순 장례 이후 당시 "우리는 여성인권운동가 박원순에 많은 빚을 졌다며" SNS에 추모글을 게시하였다. 최종윤 의원은 박원순 시장 재임 당시 서울특별시청 정무수석비서관을 역임한 바가 있어 그동안 박원순 계로 분류되어 왔었다.

## 역대 선거 결과
| 실시년도 | 선거   | 대수 | 직책     | 선거구      | 정당         | 득표수   | 득표율          | 순위 | 당락 | 비고 |
| -------- | ------ | ---- | -------- | ----------- | ------------ | -------- | --------------- | ---- | ---- | ---- |
| 2020년   | 총선   | 21대 | 국회의원 | 경기 하남시 | 더불어민주당 | 76,572표 | \| \| 50.77% \| | 1위  |      | 초선 |
|          | 50.77% |      |          |             |              |          |                 |      |      |      |

## 소속 정당
| 소속 정당 | 소속 정당      | 소속 기간 | 비고           |
| --------- | -------------- | --------- | -------------- |
|           | 열린우리당     | 2003~2007 | 창당 정계 입문 |
|           | 대통합민주신당 | 2007~2008 | 합당           |
|           | 통합민주당     | 2008      | 합당           |
|           | 민주당         | 2008~2011 | 당명 변경      |
|           | 민주통합당     | 2011~2013 | 합당           |
|           | 민주당         | 2013~2014 | 당명 변경      |
|           | 새정치민주연합 | 2014~2015 | 합당           |
|           | 더불어민주당   | 2015~2016 | 당명 변경      |
|           | 무소속         | 2016~2017 | 탈당           |
|           | 더불어민주당   | 2017~현재 | 복당           |

## 같이 보기
- 하남시 (선거구)
- 하남시의 국회의원